# Ciparissos
Ciparissos (Cyparissus, Κυπάρισσος) fou un riu de Messènia, que corria una mica al nord de la ciutat de Ciparíssia, al golf de Ciparíssia. Probablement la ciutat, que era molt antiga, donava nom al riu.